# Mayeranger (Achenkirch)

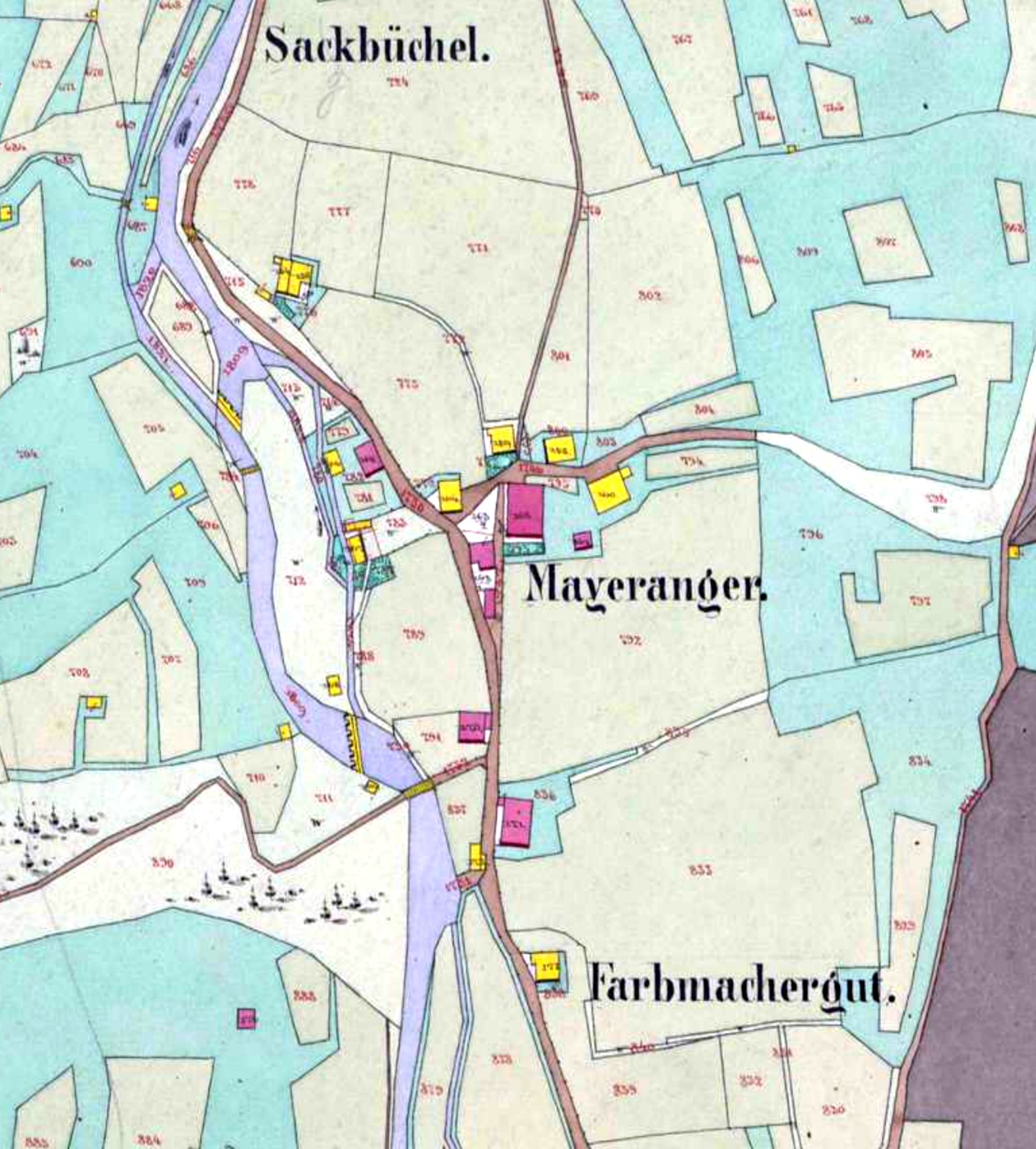
Der Weiler Mayeranger auf dem Franziszeischen Kataster um 1855/60

Mayeranger (oder auch Moaranger) ist ein historisch genannter ehemaliger Weiler, der im heutigen Dorf und Gemeindehauptort Achenkirch aufgegangen ist. Zentrale Bauten des Ortes waren das Tiroler Weinhaus und der Hof Untere Dorfstraße 479.
Auf der Karte des deutschen Reiches von 1958 Blatt 664 Tegernsee war die Ortsbezeichnung noch angegeben. Der ehemals selbstständige Weiler liegt im Nordwesten des aus mehreren Weilern, Rotten und Einöden locker zusammengewachsenen Dorfes Achenkirch. Die Bezeichnung Moaranger hat sich als Straßenname erhalten.

## Achentaler Höfeverzeichnis für Mayeranger (19. Jahrhundert)
- Kernwirt, ehemaliges Moargut, 1112 erstmals erwähnt, jetziger Gasthof Tiroler Weinhaus.
- Loinger, ehemaliger zum Moargut gehöriger Salzstadel.
- Maurer
- Glaser (Labharthof), Untere Dorfstraße 478
- Heacher, Untere Dorfstraße 479
- Moar, zum Moargut gehörig, jetzt Ärztehaus
- Weid'nbäck, Untere Dorfstraße 484
- Schmarn-Hois'n, Doppelhaus
- Hack'nschmied
- Sägbäck
- Moarhofer, zum Moargut gehöriger Hof
- Hintnerwirt

Von den aufgezählten historischen Höfen sind noch acht vorhanden.

Gasthof Tiroler Weinhaus
Untere Dorfstraße 479
Loinger Salzstadel
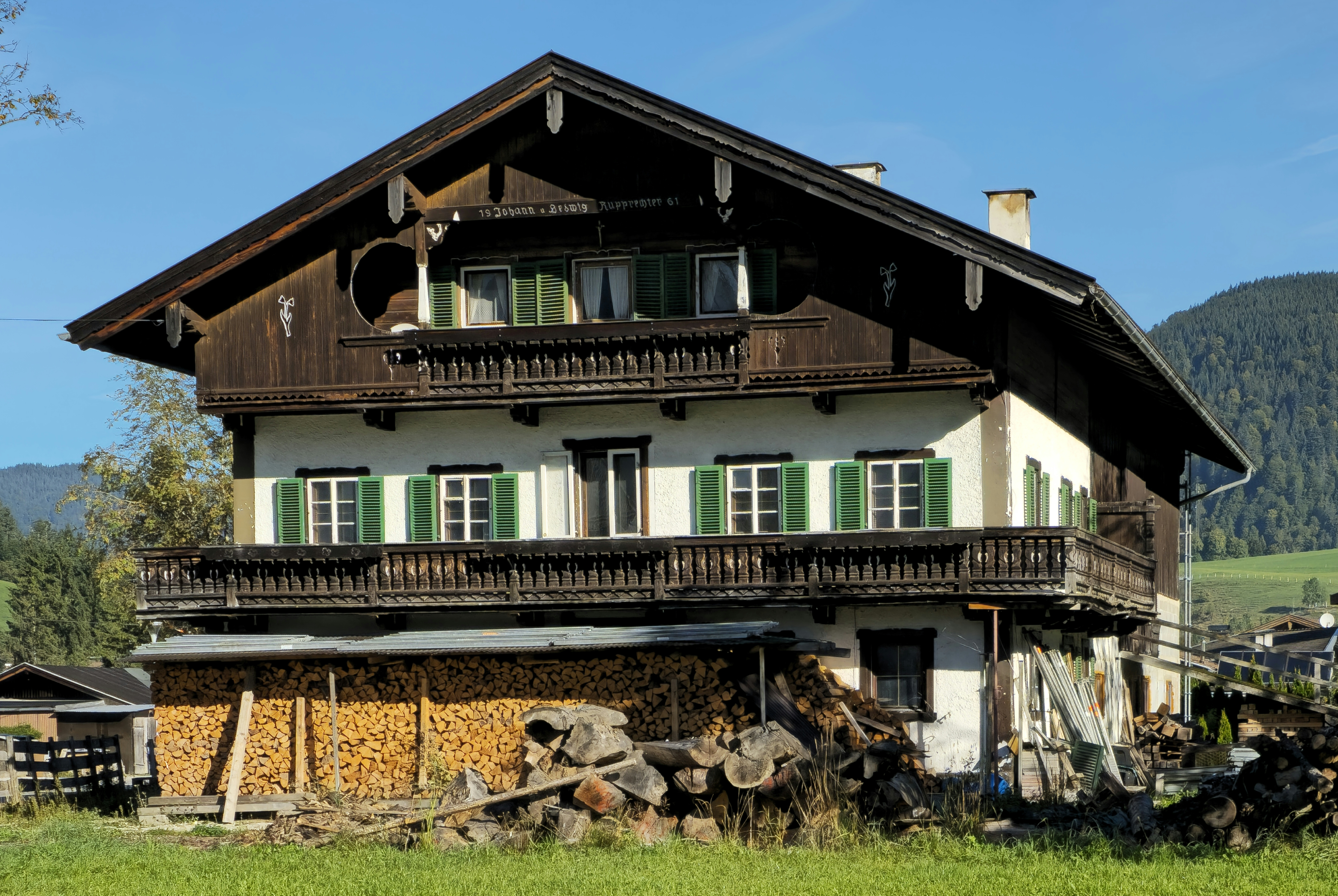
Untere Dorfstraße 456
Untere Dorfstraße 484
Untere Dorfstraße 469

## Denkmalgeschützte Objekte

### Gasthof Tiroler Weinhaus
Das mächtige im Jahr 1112 erstmals genannte  Mittelflurgebäude war ursprünglich ein Meierhof (Moargut) der Abtei St. Georgenberg, zu dem das Achental einschließlich des Achensees viele Jahrhunderte lang gehörte. Im Laufe der Neuzeit wurde der Gutshof unter den Besitzern der Familie Kern in eine Herberge mit Bewirtung umgewandelt und erhielt den Namen Kernwirt.  Als Tirol infolge des Friedens von Pressburg, der durch die Niederlage gegen Napoléon Bonaparte verursacht wurde, vom 26. Dezember 1805 an das Kurfürstentum Bayern abgetreten wurde, wurde der Wirt Kern ein eifriger Verfechter einer Erhebung gegen die bayerische Herrschaft. Durch den Tiroler Volksaufstand unter Andreas Hofer im Jahr 1809 geriet der Kernwirt in Konkurs. Die Liegenschaften und die Gebäude, die zum ehemaligen Moargut gehörten, wurden in Tranchen zum Verkauf angeboten. So kam das Haus zusammen mit dem Salzstadel in die Hände von Simon Loinger, der es als Gasthof Tiroler Weinhaus weiterführte. Mittlerweile steht es seit mehreren Jahren ungenutzt leer (Stand 2023).

Tiroler Weinhaus, südl. Giebelseite

Der mächtige zweigeschoßige Mauerbau über rechteckigem Grundriss hat ein flaches Satteldach. Giebelseitig ist das Haus über einen Mittelflurgrundriss erschlossen. Die regelmäßig gegliederten Fassaden sind durch einen zweigeschoßigen Dreiseiterker an der westlichen Traufseite sowie durch reiche architektonische und figurale Fassadenmalerei aus dem Spätbarock betont. Gemalte Eckpilaster sowie perspektivisch gemalte Portal- und Fensterrahmungen an den Gebäudekanten und Maueröffnungen bereichern das Gebäude. An der südlichen Eingangsfassade im Giebelfeld ist eine Darstellung des Gnadenbilds Mariahilf, flankiert von den Heiligen Bernhard und Notburga sowie Simon und Antonius von Padua, angebracht. An der westlichen Traufseite ist eine gemalte Ansicht von München aus der Zeit um 1700 zu sehen, darüber entlang der Trauflinie befinden sich Schablonenmalereien mit Lambrequin. Das Gebäudeinnere hat tonnengewölbte Kellerräume, Portale mit Steingewänden des 17. Jahrhunderts sowie historisch eingerichtete Gaststuben.
Der Gasthof steht unter Denkmalschutz (Listeneintrag).

### Loinger Salzstadel

Loinger Salzstadel, Südost-Ansicht

Um die wertvolle Ladung der Salztransport-Fuhrleute von Tirol über den Achenpass nach Bayern, die im Kernwirt übernachtet haben, vor Witterungseinflüssen zu schützen, wurde 1672 der Salzstadel neben dem Gasthof mit Unterstellmöglichkeiten errichtet.

Das Gebäude ist ein zweigeschoßiger Mauerbau mit Satteldach, der giebelseitig von Süden über einen Seitenflur mit Rundbogenportal erschlossen wird. Im Giebelfeld der Südfassade ist in der Mittelachse eine segmentbogige Dachluke zum Einbringen der Salzware, darüber ein vierpassförmiges Okuli und folgende Inschrift: C 1672. K. / Renov. 1830/ B. L. An den Fassaden des südlichen Gebäudeteils befinden sich reiche architektonische und figurale Fassadenmalereien im Empirestil. An der  Eingangsseite sind in architektonischer Rahmung die Heiligen Georg und Martin dargestellt, an der westlichen Traufseite unter der Mariendarstellung eine historische Stadtansicht von Hall in Tirol mit Salzschiffen am Inn im Hintergrund. Daneben sind Fragmente einer älteren barocken Fassadenmalerei mit der Darstellung Maria mit Kind vor Baldachinhintergrund erhalten geblieben.
Der Salzstadel steht unter Denkmalschutz (Listeneintrag).

### Im Tiroler Kunstkataster verzeichnete Höfe
- Untere Dorfstraße 478 (Labarthof, Glaser): Zweigeschoßiger, quergeteilter Einhof mit Satteldach. Baukern vermutlich aus der ersten Hälfte des 19. Jahrhunderts, 1855 kartografisch als Holzbau dokumentiert. In der äußeren Erscheinung um 1910 weitgehend umgebaut. Der Wohnteil in der südlichen Gebäudehälfte gemauert, unter dem Dach ein gezimmerter Kniestock. Giebelseitig von Süden über einen Mittelflur erschlossen. An der Eingangsfassade ist ein Obergeschoß- und Giebelsöller vorgelagert. Der Kniestock ist als Fachwerkbau ausgeführt. Nordseitig angeschlossen der Wirtschaftsteil mit gemauertem Stallgeschoß und in Ständerbauweise gezimmerter Heulage darüber.[2]
- Untere Dorfstraße 479 (Hecher): Zweigeschoßiger, quergeteilter Einhof mit Satteldach. Baukern vermutlich aus dem 18. Jahrhundert. Der Wohnteil in der südlichen Gebäudehälfte ist zur Gänze in Kantblockbauweise gezimmert und giebelseitig von Süden über einen Mittelflur erschlossen. An der Eingangsfassade ist ein umlaufender Obergeschoß- und Giebelsöller mit seitlicher Bretterverschalung vorgelagert. Nordseitig angeschlossen der Wirtschaftsteil mit gemauertem Stallgeschoß und in Ständerbauweise gezimmerter Heulage darüber. Die Einfahrt in die Heulage führt traufseitig von Osten über eine Rampe.[3]